# Kristin Scott Thomas
Kristin Scott Thomas DBE (Redruth, Cornwall, Anglia, 1960. május 24.) BAFTA-díjas francia állampolgárságú angol színésznő.

## Fiatalkora és családja
Édesanyja, Deborah Hurlbatt Hongkongban és Afrikában drámát tanult, mielőtt hozzáment volna Kristin apjához. Édesapja, Simon Scott Thomas a Brit Királyi Haditengerészet pilóta hadnagya volt, aki egy repülőbaleset során meghalt 1964-ben. Van egy nővére, Serena Scott Thomas, aki szintén színésznő. Kristin Dorsetben nőtt fel. Édesapja halála után édesanyja újra férjhez ment, szintén egy pilótához, aki szintén meghalt egy légibalesetben, hat évvel Kristin apjának halála után. Kristin magániskolákban tanult, és mellette dolgozott áruházban is. 

## Magánélete
Kristin 1987-ben hozzáment az elvált francia nőgyógyász François Olivennes-hoz, akitől három gyermeke született: Hanna (1988), Joseph (1991) és George (2000). 2005-ben elváltak.

## Filmográfia

### Film
| Év   | Magyar cím                  | Eredeti cím                       | Szerep                      | Magyar hang        |
| ---- | --------------------------- | --------------------------------- | --------------------------- | ------------------ |
| 1985 |                             | Charly (rövidfilm)                | Marie                       |                    |
| 1986 | A telihold alatt            | Under the Cherry Moon             | Mary Sharon                 |                    |
| 1987 | Zavarodott felügyelő        | Agent trouble                     | Julie                       |                    |
| 1988 |                             | La Méridienne                     | Marie                       |                    |
| 1988 | Egy marék por               | A Handful of Dust                 | Ráckevei Anna               |                    |
| 1989 |                             | Force majeure                     | Katia                       |                    |
| 1989 |                             | Bille en tête                     | Clara                       |                    |
| 1990 |                             | Le bal du gouverneur              | Marie Forestier             |                    |
| 1990 | Ian Fleming titkos élete    | The Secret Life of Ian Fleming    | Leda St Gabriel             |                    |
| 1990 | Az agglegény                | Mio caro dottor Gräsler           | Sabine                      |                    |
| 1991 |                             | Valentino! I Love You (rövidfilm) | ismeretlen szerep           |                    |
| 1991 |                             | Aux yeux du monde                 | L'institutrice              |                    |
| 1992 | Keserű méz                  | Bitter Moon                       | Fiona                       | Söptei Andrea      |
| 1994 | Négy esküvő és egy temetés  | Four Weddings and a Funeral       | Fiona                       | Für Anikó          |
| 1994 | Egy felejthetetlen nyár     | Un été inoubliable                | Marie-Therese Von Debretsy  | Kisfalvi Krisztina |
| 1995 | Májusi este                 | En mai, fais ce qu'il te plaît    | Martine                     |                    |
| 1995 | Gyóntatószék                | Le confessionnal                  | Hitchcock asszisztense      |                    |
| 1995 | Angyalok és rovarok         | Angels and Insects                | Matty Crompton              | Csere Ágnes        |
| 1995 | III. Richárd                | Richard III                       | Lady Anne                   | Kocsis Judit       |
| 1995 | III. Richárd                | Richard III                       | Lady Anne                   | Gubás Gabi         |
| 1995 |                             | Les Milles                        | Mary-Jane Cooper            |                    |
| 1995 |                             | The Pompatus of Love              | Caroline                    |                    |
| 1995 |                             | Plaisir d'offrir (rövidfilm)      | ismeretlen szerep           |                    |
| 1996 | Mission: Impossible         | Mission: Impossible               | Sarah Davies                | Timkó Eszter       |
| 1996 |                             | Souvenir                          | Ann                         |                    |
| 1996 | Az angol beteg              | The English Patient               | Katharine Clifton           | Prókai Annamária   |
| 1997 | Zavaros szerelem            | Amour et confusions               | Sarah                       |                    |
| 1998 | A suttogó                   | The Horse Whisperer               | Annie MacLean               | Györgyi Anna       |
| 1998 | Kölcsön bosszú              | The Revengers' Comedies           | Imogen Staxton-Billing      | Kovács Nóra        |
| 1999 | Zuhanás                     | Random Hearts                     | Kay Chandler                | Nagy-Kálózy Eszter |
| 2000 | Gyilkosság a villában       | Up at the Villa                   | Mary Panton                 | Götz Anna          |
| 2001 |                             | Play (rövidfilm)                  | első nő                     |                    |
| 2001 | Az élet háza                | Life as a House                   | Robin Kimball               | Fehér Anna         |
| 2001 | Gosford Park                | Gosford Park                      | Lady Sylvia McCordle        | Kubik Anna         |
| 2003 |                             | Petites coupures                  | Béatrice                    |                    |
| 2004 | Arsène Lupin                | Arsène Lupin                      | Joséphine                   | Für Anikó          |
| 2005 | Kromofóbia                  | Chromophobia                      | Iona Aylesbury              | Fehér Anna         |
| 2005 | Lélektől lélekig            | Man to Man                        | Elena Van Den Ende          | Götz Anna          |
| 2005 | Az eltakarítónő             | Keeping Mum                       | Gloria Goodfellow           | Pápai Erika        |
| 2006 | Senkinek egy szót se!       | Ne le dis à personne              | Hélene Perkins              | Kocsis Judit       |
| 2006 | Topmodell a barátnőm        | La doublure                       | Christine Levasseur         | Román Judit        |
| 2007 | A kísérő                    | The Walker                        | Lynn Lockner                | Kocsis Judit       |
| 2007 | Az arany iránytű            | The Golden Compass                | Stelmaria (hangja)          | Tóth Enikő         |
| 2008 | Oly sokáig szerettelek      | Il y a longtemps que je t'aime    | Juliette Fontaine           |                    |
| 2008 | A másik Boleyn lány         | The Other Boleyn Girl             | Elizabeth Howard            | Kovács Nóra        |
| 2008 | Ketten egyedül Párizsban    | Seuls Two                         | műkereskedő                 | Kovács Nóra        |
| 2008 | Könnyed erkölcsök           | Easy Virtue                       | Veronica Whittaker          | Kovács Nóra        |
| 2008 | Largo Winch – Az örökös     | Largo Winch                       | Ann Ferguson                | Fehér Anna         |
| 2009 | Egy boltkóros naplója       | Confessions of a Shopaholic       | Alette Naylor               | Kovács Nóra        |
| 2009 | Új élet                     | Leaving                           | Suzanne                     | Bertalan Ágnes     |
| 2009 | Új élet                     | Leaving                           | Suzanne                     | Kovács Nóra        |
| 2009 | John Lennon – A fiatal évek | Nowhere Boy                       | Mimi Smith                  | Vándor Éva         |
| 2010 | Szerelmi bűnök              | Crime d'amour                     | Christine                   | Söptei Andrea      |
| 2010 | Sarah kulcsa                | Elle s'appelait Sarah             | Julia Jarmond               |                    |
| 2010 |                             | In Your Hands                     | Anna Cooper                 |                    |
| 2011 | Lazacfogás Jemenben         | Salmon Fishing in the Yemen       | Patricia Maxwell            | Kovács Nóra        |
| 2011 | Titkok Párizsban            | La femme du Vème                  | Margit Kadar                | Nagy-Kálózy Eszter |
| 2012 | Bel Ami – A szépfiú         | Bel Ami                           | Virginie Walters            | Kovács Nóra        |
| 2012 | Keressétek Hortense-t!      | Cherchez Hortense                 | Iva Delusi                  |                    |
| 2012 | A házban                    | Dans la maison                    | Jeanne Germain              | Fehér Anna         |
| 2013 | Csak Isten bocsáthat meg    | Only God Forgives                 | Crystal                     |                    |
| 2013 | A tél beállta előtt         | Avant l'hiver                     | Lucie                       | Kubik Anna         |
| 2013 | A titokzatos szerető        | The Invisible Woman               | Frances Ternan              | Kovács Nóra        |
| 2014 | Haszonélvezők               | My Old Lady                       | Chloé Girard                | Kisfalvi Krisztina |
| 2014 | Francia szvit               | Suite Française                   | Madame Angellier            | Fehér Anna         |
| 2017 | A legsötétebb óra           | Darkest Hour                      | Clementine Churchill        | Kovács Nóra        |
| 2017 | A vendégek                  | The Party                         | Janet                       |                    |
| 2018 | Tomb Raider                 | Tomb Raider                       | Ana Miller                  | Für Anikó          |
| 2018 | Kezedben a sorsod           | Au bout des doigts                | Elizabeth Buckingham grófnő |                    |
| 2019 | Katonafeleségek             | Military Wives                    | Kate                        |                    |
| 2020 | Végső játszma               | Final Set                         | Judith                      |                    |
| 2020 | A Manderley-ház asszonya    | Rebecca                           | Mrs. Danvers                | Kovács Nóra        |

## Díjak és jelölések
- Európai Filmdíj (2008) - Legjobb európai színésznő
- Golden Globe-díj (2009) - Legjobb színésznő - drámai kategória jelölés
- BAFTA-díj (2009) - Legjobb női főszereplő jelölés
- Oscar-díj (1997) - Legjobb női főszereplő jelölés (Az angol beteg)
- BAFTA-díj (1995) - Legjobb női mellékszereplő (Négy esküvő és egy temetés)
- Arany Málna díj (1987)- legrosszabb női mellékszereplő jelölés (A telihold alatt)
- Arany Málna díj (1987)- Legrosszabb új sztár jelölés (A telihold alatt)